# Noah's Lark
Noah's Lark (en español: La juerga de Noé) es un corto de animación estadounidense de 1929, el primero de la serie Talkartoons. Fue producido por los estudios Fleischer y distribuido por Paramount Pictures.

## Argumento
Un barco, cuya tripulación y pasaje son todos animales (a excepción del capitán), sufre una tormenta. Ya amainado el temporal, atracan en Coney Island, donde el capitán deja que todos bajen a divertirse al parque de atracciones. Una vez pasado el tiempo de esparcimiento, el capitán deberá bajar él mismo para lograr que todos vuelvan a la nave.

## Realización
Noah's Lark es la primera entrega de la serie Talkartoons y fue estrenada el 25 de octubre de 1929. Se trata del primer corto enteramente de animación con sonido producido por los estudios Fleischer.
El corto es muy parecido a los de Paul Terry, e incluso existe una gran similitud entre el personaje principal de este corto, Noé, y Farmer Alfalfa, personaje creado por Terry.